# Tasmanonuncia
Tasmanonuncia is een geslacht van hooiwagens uit de familie Triaenonychidae.
De wetenschappelijke naam Tasmanonuncia is voor het eerst geldig gepubliceerd door Hickman in 1958. 

## Soorten
Tasmanonuncia is monotypisch en omvat slechts de volgende soort:
- Tasmanonuncia segnis